# Nicator
Nicator es un género de aves paseriformes. Es el único género de la familia Nicatoridae. Sus tres especies anteriormente se clasificaba en la familia Pycnonotidae.

## Taxonomía

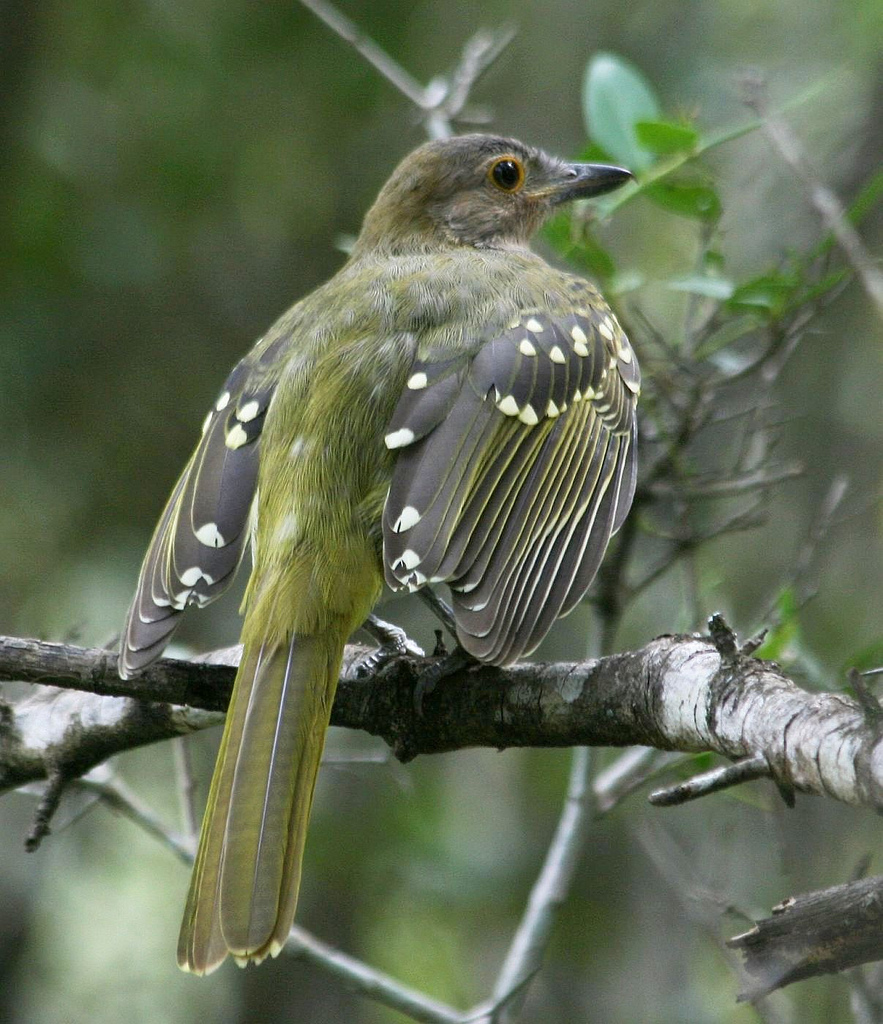
Conquistador oriental (Nicator gularis).

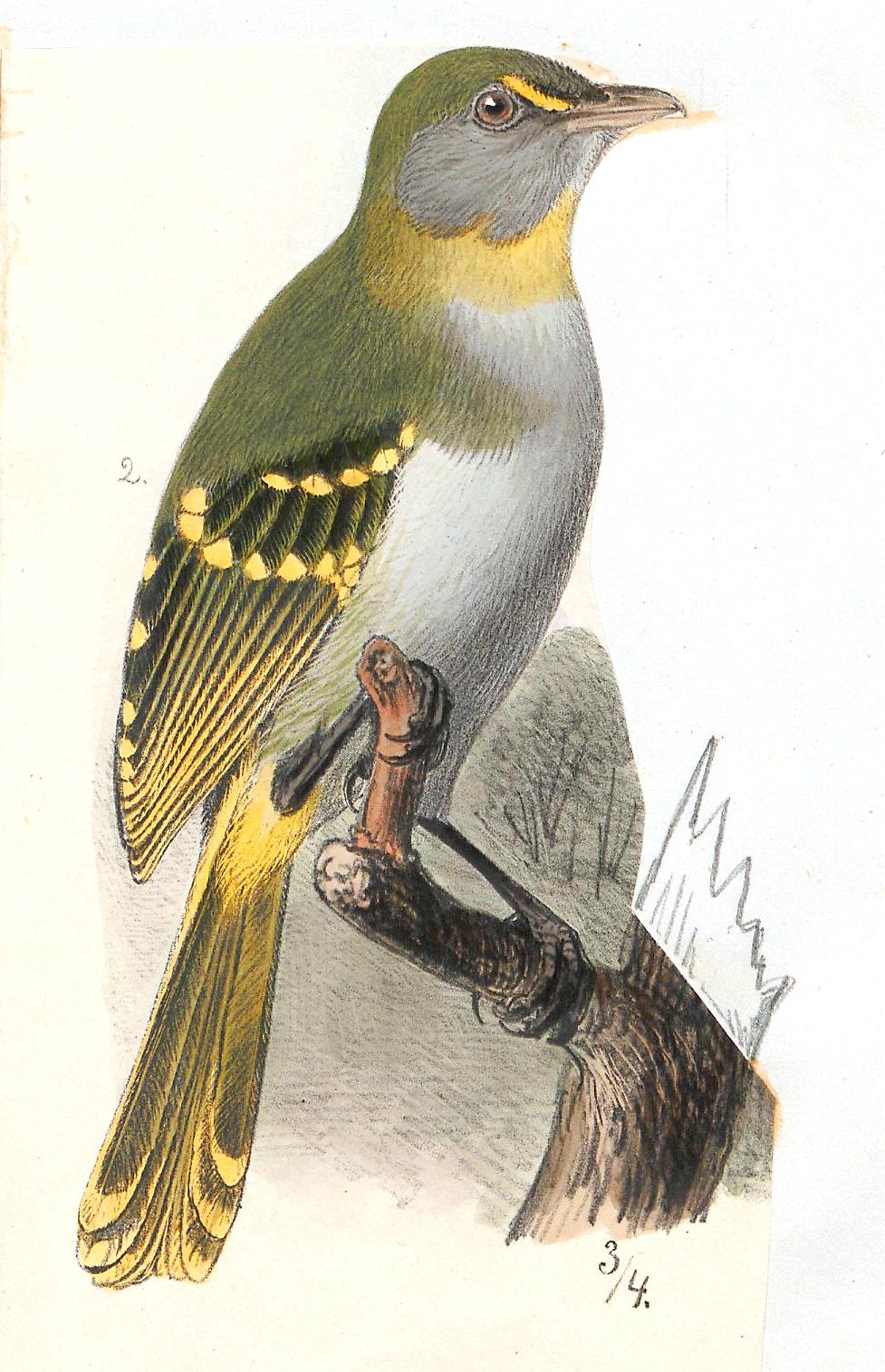
Conquistador gorgiamarillo (Nicator vireo).

La filogénia del género has sido un enigma sin resolver durante mucho tiempo. El grupo originalmente fue clasificado en la familia de los alcaudones (Laniidae). En la década de 1920 James Chapin indicó que los conquistadores tenían similitudes tanto con los bulbules (Pycnonotidae) como con los malaconótidos (Malaconotidae). En 1943 Jean Théodore Delacour clasificó el género en Pycnonotidae. Storrs Olson argumentó que el género estaba más cercanamente emparentado con los malaconótidos porque los conquistadores carecían de la osificación de las narinas que se encuentra en los bulbules.
Varias características hacen a este género único, como la posición de las cerdas faciales (que están en posición preorbital en lugar de más cerca del pico), sus nidos y sus cantos. Los estudios de ADN más recientes indican que la clasificación más adecuada es considerarlo una familia monotípica. Y las clasificaciones más recienten ubican al género de los conquistadores en la familia Nicatoridae.
Los nombres del género y la familia derivan del término griego Νικάτωρ (nikator), que significa «conquistador».
Contiene las siguientes especies:
- Nicator chloris — conquistador occidental;
- Nicator gularis — conquistador oriental;
- Nicator vireo — conquistador gorgiamarillo.

Dentro del género los conquistadores occidental y oriental forman una superespecie, y en el pasado fueron considerados una sola especie.

## Distribución y hábitat
Son endémicos del África subsahariana. El conquistador occidental se distribuye desde Senegal al este de Uganda y norte de Angola. El oriental se distribuye de manera discontinua por todo el África oriental, desde el sur de Somalia al este de Sudáfrica. El gorgiamarillo habita en África central, desde Camerún hasta Uganda.
Suelen habitar en bosques y terrenos con abundante vegetación.